# Антонио Макилон
Антонио Макилон Бадарако (29. новембар 1902. — 20. април 1984) био је перуански фудбалски дефанзивац који је играо за Перу на ФИФА-ином светском првенству 1930.